# Catedral de la Transfiguración (Vínnitsa)
La catedral de la Ascensión (en ucraniano: Преображенский собор) es una catedral ortodoxa ucraniana que se sitúa en Vínnitsia, en el óblast homónimo de Ucrania. El templo es una de las sedes eparquía de Vínnitsia y Bar en un antiguo monasterio dominico.   

## Historia
El monasterio dominico de Vínnitsia fue fundado en 1630, pero durante la rebelión de Jmelnitski, los monjes lo abandonaron y regresaron a la ciudad solo a finales de siglo. En 1758, Michał Grocholski fundó una iglesia de piedra para los dominicos. A finales del siglo XVIII, seis monjes residían permanentemente en el monasterio.
El pequeño tamaño y la pobreza de la comunidad se convirtieron en la razón oficial de su liquidación en 1832, durante la disolución de los monasterios tras la partición de Polonia. En el mismo año, el monasterio fue entregado a la Iglesia ortodoxa rusa. En 1833, la iglesia de la comunidad fue reordenada como catedral de la Transfiguración; después de la demolición de la antigua iglesia de los Santos Cosme y Damián, se convirtió en el principal centro de culto ortodoxo de la ciudad. En 1855, en la antigua cripta funeraria de la familia Grocholski, que se encontraba en el sótano de la antigua iglesia, se construyó la iglesia inferior de los santos Cosme y Damián, trasladando los restos de los fundadores del monasterio dominico a una habitación separada en el sótano y tapiándolos. En 1847, el zar Nicolás I visitó la catedral con sus hijos Alejandro y Nicolás. Al año siguiente, el zar firmó el proyecto de renovación del edificio, pero las obras de su realización no comenzaron hasta 1860. El edificio reconstruido fue consagrado el 27 de noviembre de 1866 por el obispo ortodoxo de Podole, Leoncio. En 1916, el zar Nicolás II visitó la catedral.
Durante la guerra polaco-soviética, Simon Petliura (abril de 1920) y Józef Piłsudski (16 de mayo) visitaron la catedral. En 1922, durante la confiscación de los objetos de valor de la iglesia, las autoridades soviéticas confiscaron todo el equipo valioso de la catedral. En 1930, el edificio fue retirado de la parroquia ortodoxa y convertido en almacén. Luego fue devuelto a la Iglesia ortodoxa rusa, pero en 1962 el estado volvió a hacerse cargo de las instalaciones y las convirtió en un pabellón deportivo. En los años 80, en la antigua catedral se instaló una sala de conciertos que funcionó hasta 1990, cuando las autoridades municipales y regionales entregaron el edificio a la Iglesia ortodoxa ucraniana. El órgano que se utilizaba durante los conciertos en el edificio fue desmantelado y se trasladó a la iglesia capuchina de Nuestra Señora de los Ángeles en Vínnitsia.
Hasta el 16 de diciembre de 2018, la eparquía de Vínnitsia de la Iglesia ortodoxa ucraniana se encontraba en la catedral. Ese día, la parroquia local fue transferida a la jurisdicción de la recién formada Iglesia ortodoxa de Ucrania, al igual que el Metropolitano Simeón, obispo de la eparquía de Vínnitsia y Bar.

## Arquitectura
La iglesia es de ladrillo y de planta rectangular, con tres naves y fachadas barrocas. En el interior se conservan fragmentos de pintura mural del siglo XVIII. Se cubre con bóvedas de medio punto con encofrado y debajo del edificio se encuentra una cripta cubierta con bóvedas de medio punto con listones.    

## Galería

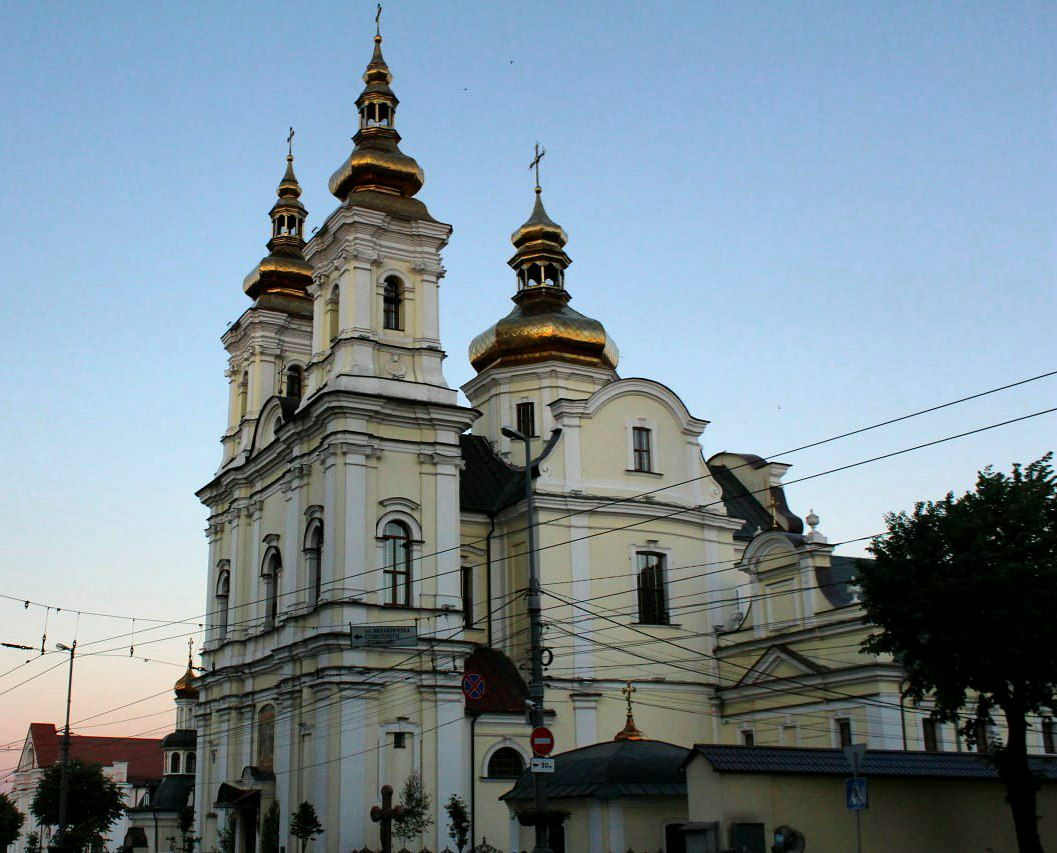
Cúpulas de la catedral
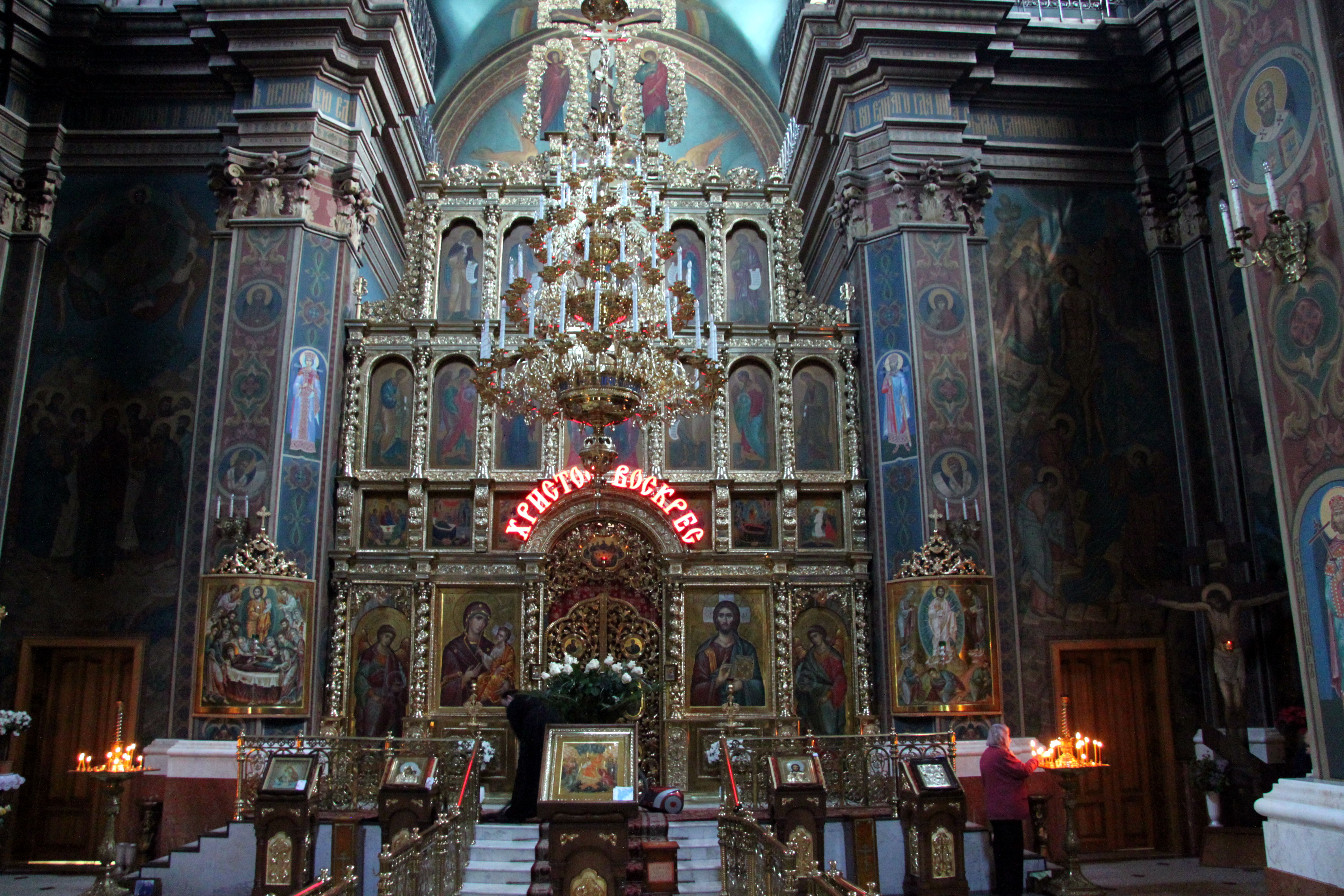
Iconostasio de la catedral
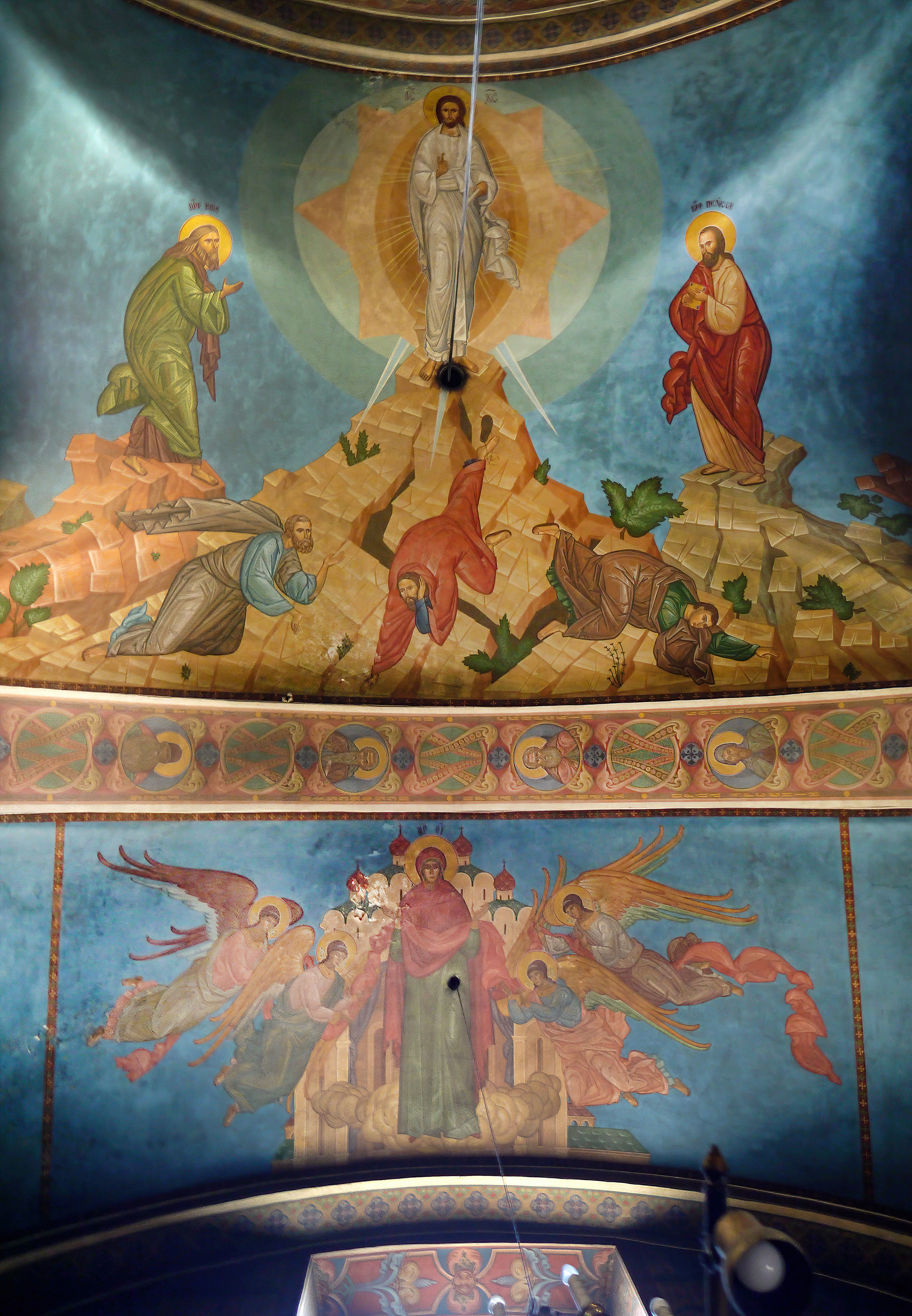
Pinturas de las cúpulas